# المعاين (القفر)

تعديل مصدري - تعديل

المعاين محلة تابعة لقرية الجعشيشة، التابعة لعزلة بني مرغم بمديرية القفر إحدى مديريات محافظة إب في الجمهورية اليمنية، بلغ تعداد سكانها 126 حسب تعداد اليمن لعام 2004.